# 1837 en Bretagne
 Chronologie de la Bretagne
- 1833
- 1834
- 1835
- 1836
- 1837
- 1838
- 1839
- 1840
- 1841

Cette page recense des événements qui se sont produits durant l'année 1837 en Bretagne.

## Société

### Naissance

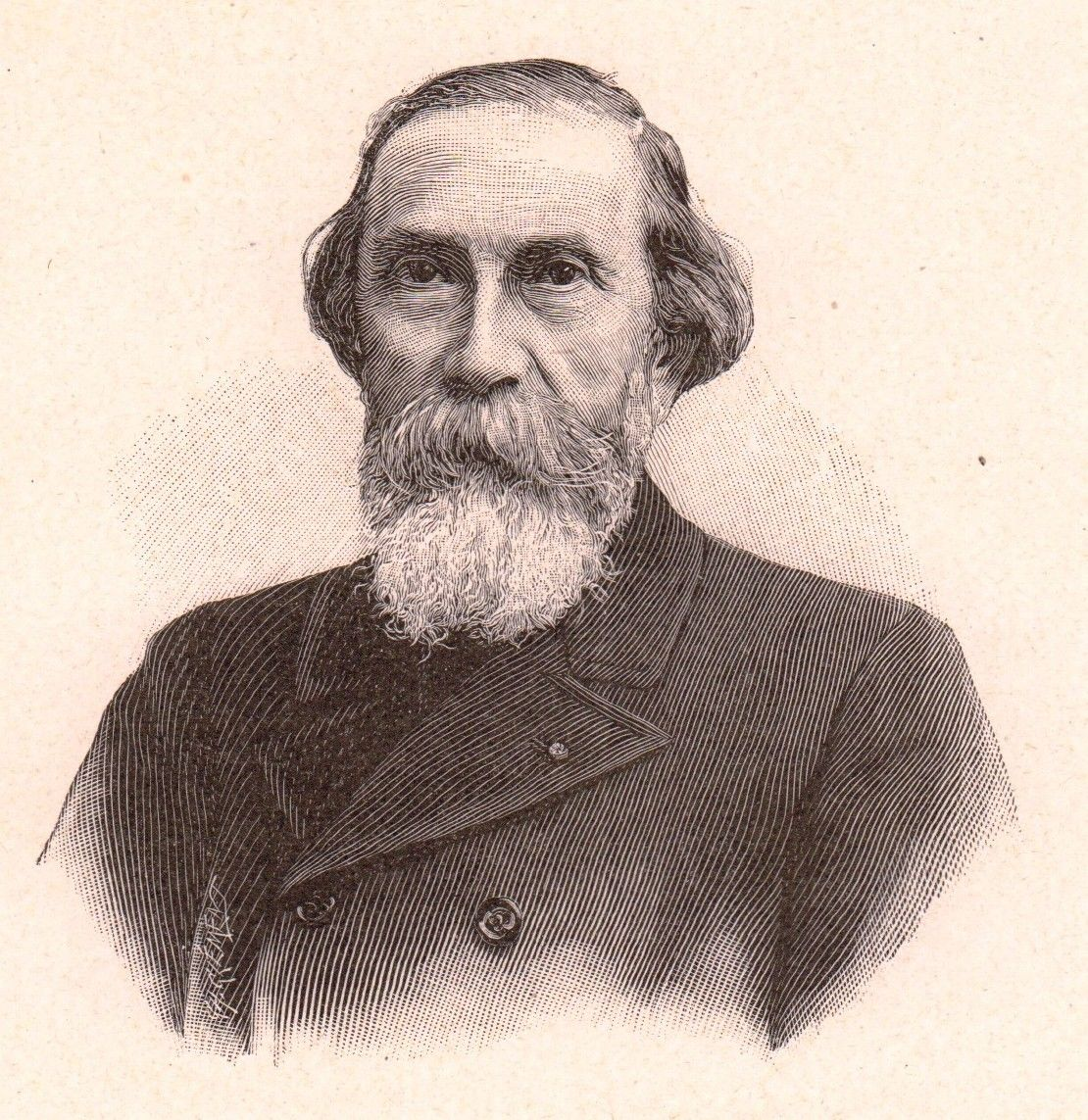
Ferdinand Gibault

- 20 mars à Brest :  Ferdinand Gilbault, mort à Paris en 1926, sculpteur et graveur-médailleur français.